# دوغ تورنر
دوغ تورنر (بالإنجليزية: Doug Turner)‏ هو مهندس وعالم حاسوب أمريكي، ولد في 26 يناير 1975 في ماونتن فيو في الولايات المتحدة.